# Wojciech Jankowski
Wojciech Jankowski (født 1. april 1963 i Płock) er en polsk tidligere roer, der deltog i tre olympiske lege i slutningen af 1900-tallet.
Op gennem 1980'erne bankede Jankowski på til den absolutte elite i forskellige bådtyper med en VM-sjetteplads i firer med styrmand som bedste resultat. Han var med ved sit første OL i 1988 i Seoul, hvor han i toer med styrmand var med til at blive nummer ni. Han var derpå med til at vinde VM-bronze i firer med styrmand ved VM i 1991.
Han var også med i samme båd ved OL 1992 i Barcelona sammen med Jacek Streich, Maciej Łasicki, Tomasz Tomiak og styrmand Michał Cieślak. Efter en femteplads i indledende heat blev polakkerne nummer to i opsamlingsheatet, hvilket var tilstrækkeligt til at få dem i A-finalen. Her var Rumænien stærkest og sikrede sig guldet foran Tyskland, mens Polen sikrede sig den sidste plads på medaljepodiet med en bronzemedalje. Det blev sidste gang, denne disciplin var på det olympiske program.
I 1993 roede han firer uden styrmand og var her med til at hente VM-sølv til Polen, og igen i 1995 kom han på VM-podiet med en bronzemedalje i firer uden styrmand. Til gengæld var OL 1996 i Atlanta noget af en nedtur, da den polske firer uden styrmand blev sidst i B-finalen og dermed samlet nummer tolv. 
De sidste år af hans elitekarriere bragte knap så gode resultater, hvor en sejr i B-finalen i firer med styrmand ved VM 1998 var det bedste. Samme år indstillede han sin elitekarriere.

## OL-medaljer
- 1992:  Bronze i firer med styrmand